# Miško Kranjec
Miško Kranjec miskó krányec (1908. szeptember 15. – 1983. június 8.) szlovén író. Eredetileg Krányecz Mihály néven (szlov.: Mihael Kranjec) született, később kezdte használni a Miško nevet. A 20. századi szlovén irodalom legtermékenyebb alkotója.

Őhozzá, valamint Prežihov Voranc, Juš Kozak és még más alkotók nevéhez köthető a 20. századi szlovén novella- és regényirodalom újjászületése. Fiatalon csatlakozott a kommunista párthoz, előzőleg szocialista jellegű mozgalmakban tevékenykedett. A háború után szolgálatot tett a párt propagandában is. Munkáját szélsőséges kommunizmus, magyarellenesség, durva lejárató propagandák és káderszerep árnyékolja be.

## Életrajza
1908-ban született az akkor még Magyarországhoz tartozó Nagypalinán (Zala vm.), kisparaszti családban. Otthon és a faluban egymásközt vend nyelven társalogtak és tanultak egy ideig az iskolában is, de ez nem érintette meg az ifjú Mihályt és utóbb a vend nyelv felszámolásán dolgozott hazája sajtójában. Mindkét szülője, Krányecz Mihály (1870–1922) és Püczko Mária (1876–1956) napszámosok, illetve idénymunkások voltak, gyakorta nehéz anyagi körülmények között éltek. Két testvére volt Ignác (Naci) és Alajos. A Vendvidéken (pontosabban a mai Muravidéken) a feudalizmus maradványai még szívósan éltek. Az 1919-ben kikiáltott Magyar Tanácsköztársaság ideje alatt Kranjecban pozitív tapasztalatok maradtak, nyilván a családja azon kevesek közé tartozott akiket a bolsevikok intézkedései nem érintettek olyan hátrányosan mint a többi szlovént. A magyar kommunisták uralma igen hamar kíméletlenné vált a Muravidék legtöbb helyén és a helyi papság volt ennek legfőbb szenvedő alanya, de apróbb felkelések formájában a lakosság is kimutatta gyűlöletét a kommunisták iránt. Miután a vidék átkerült Rába menti táj kivételével a Szerb-Hortvát-Szlovén Királysághoz – ami 10 évvel később felvette a Jugoszlávia nevet –, megígérték az embereknek a gazdaság fellendítését és az 1918 előttinél jobb életkörülményeket, ehelyett azonban gazdasági sorvadás következett be, mivel a jugoszláv állam el akarta szigetelni gazdaságilag Magyarországot, nehogy az revízióra lehessen képes, de ennek a Muravidék itta meg a levét. Az egyetlen dolog amit tettek, hogy Szlovénia más területeiről származó családok betelepítése, hogy kisebbségbe nyomhassák a muratáji magyarságot, ezáltal nem lehet fenntartani magyar iskolákat. Ezek az új lakosok, akik többségében az olasz határ közelében levő tengermellékről származtak, egyáltalán nem értették a vendet, mert e két nyelvjárás a legjobban különbözik egymástól. A magyarok elleni asszimiláló intézkedéseket Kranjec az Ifjak mocsárban (Mladost v močvirju) című regényében is megörökíti, de támogatólag ír róla. Kranjec maga is szorgalmazta minél több kolonista betelepítését a Muravidékre, hogy az színszlovén lehessen és az emberek egytől-egyig csak a hivatalos szlovén nyelvi normát beszéljék.
A regényeiben magyar nyelvű szövegek is fellehetők. Az író beszélt magyarul, de helyesírása némileg hibás volt, mivel az a rövid idő, amit a magyar elemi iskolákban töltött nem volt elegendő. Ennek ellenére leplezetlen ellenszenvvel ír a magyarokról, agresszívnak, ostobának, erőszakosnak, uralkodni vágyónak festi le őket.

### Út az írói pálya felé
Kranjec elemi iskoláinak többségét Magyarországon végezte, de egész életében nehezen beszélt magyarul. Jó szándékú tanárainak köszönhetően egy ljubljanai egyházi iskolában tanulhatott, ahol eleinte papi pályára készült, főleg szülei kérésére, később azonban elállt ettől és családot alapított. Utóbb eltanácsolták az iskolából, mivel beállt egy csoport lázadozó középiskolás fiú egyletébe, amely rokonszenvezett a baloldallal. Nem voltak túlságosan jó jegyei, emiatt az iskola vezetése úgy döntött, hogy elküldi. Emiatt megharagudott a katolikus egyházra és ezért később kiállt a szocializmus és a kommunizmus mellett. Klekl Józseffel ekkoriban találkozott, aki értékelte irodalmi tehetségét, de baloldali nézetei miatt ellentétbe került vele. Klekl többször próbálta jobb belátásra bírni, mire Kranjec durva, sértő állításokat vágott a fejéhez, legfőképp a halála után. A szlovén állami propaganda később úgy próbálta mindezt elferdíteni, hogy ezek a pocskondiázó állítások épp Klekltől hangzottak el Kranjec ellen!
Sokat olvasott, megismerkedett a kor jeles irodalmáraival, mint Josip Jurčič prózájával és Simon Gregorčič lírájával. De a legnagyobb hatást Ivan Cankar a szlovén próza irodalom legnagyobb alakja gyakorolta reá.

Első karcolata Cankar hatása alatt 17 éves korában jelent meg Prišeo je (Megjöttek) címmel, amit vend nyelven írt még és Klekl révén cikkei jelentek még meg a katolikus Novine újságban. Kranjec különösen iskolai élményei miatt viszonyult ellenszenvesen a római katolikus papsághoz, sőt nyilván Kleklnek is része volt abban, hogy elküldjék.
1930-ban a klasszikus gimnázium végeztével egyetemre ment, ahol szlavisztikát, illetve orosz irodalmat tanult. Eredményei egyetlen iskolai intézményben sem voltak kitűnőek, rendkívül rosszul tanult az egyetemen is.

1932-ben jelenik meg első regénye Napszámosok (Težaki) címmel. Közvetlen forrása szülei és környezete volt. A napszámosok nyomora mellett a muravidéki táj szépségét is bemutatja, s külön kiemeli az emberek folytonos pozitív gondolkodását. Ekkor már gyakorlatilag teljesen magáévá tette a modern gondolkodású szocialista eszméket, azonban emellé még nemzeti jellegű elvei is voltak.

### A muravidéki nyelvi háború
A muravidéki nyelvi háborút (Prekmurska jezikovna vojna), Kranjec, néhány hozzáhasonló gondolkodású, muravidéki származású értelmiségi, de főleg szlovén értelmiségiek indították el Ljubljanából és Mariborból. Kranjec cikkekben támadta Kleklt és körét, amelyek írásaikban és felszólalásaikban a vend nyelvet védték, s igyekeztek nyelvi autonómiát kiharcolni a szlovén tagállamon belül. Kranjecék úgy vélték, hogy a vend nem nyelv, hanem puszta nyelvjárás. A vidék elmaradottságát abban látták, hogy az emberek még mindig vendül és nem a hivatalos szlovén nyelven beszélnek, emiatt a vidék nem fejlődhetett. Kranjec gondolkodásával ellentétben az elmaradottság nem a nyelvben keresendő, hanem épp abban, hogy a jugoszlávok az 1918-ban tett ígéreteiket nem valósították meg, amiért sok vendvidéki reménnyel várta akkor a csatlakozást. Nem valósították meg a földosztást és az infrastruktúra fejlesztést, s a helyieknek továbbra is idénymunkára kellett járni.
Klekl pontosan tudta ezt, de válaszaiban Kranjecnak azzal érvelt, hogy a vend egy nagyon gazdag nyelvjárása a szlovénnak, sokkal mélyebb hagyományai vannak a többi szlovén nyelvjárásnál és ez volt a fő összetartó ereje a magyarországi szlovénségnek. Kranjec javasolta, hogy a vendet teljesen vonják ki a sajtóból és liturgiából, ehelyett minden tekintetben a szlovént használják. Kranjec azonban szándékát a királyi Jugoszláviában soha nem érvényesítette, mivel a két jugoszláv uralkodó Péter és Sándor is egyaránt kezességet vállaltak abban, hogy a muravidéki sajtó nyugodtan vend lehet. A vend nyelv mellett ráadásul kiálltak a Jugoszláviával való egyesülést állandóan ellenző evangélikusok is. Klekl ráadásul a Muravidék képviselője volt a belgrádi parlamentben és az akkori jugoszláv állam üldözte a baloldaliakat.

#### A baloldal szolgálatában

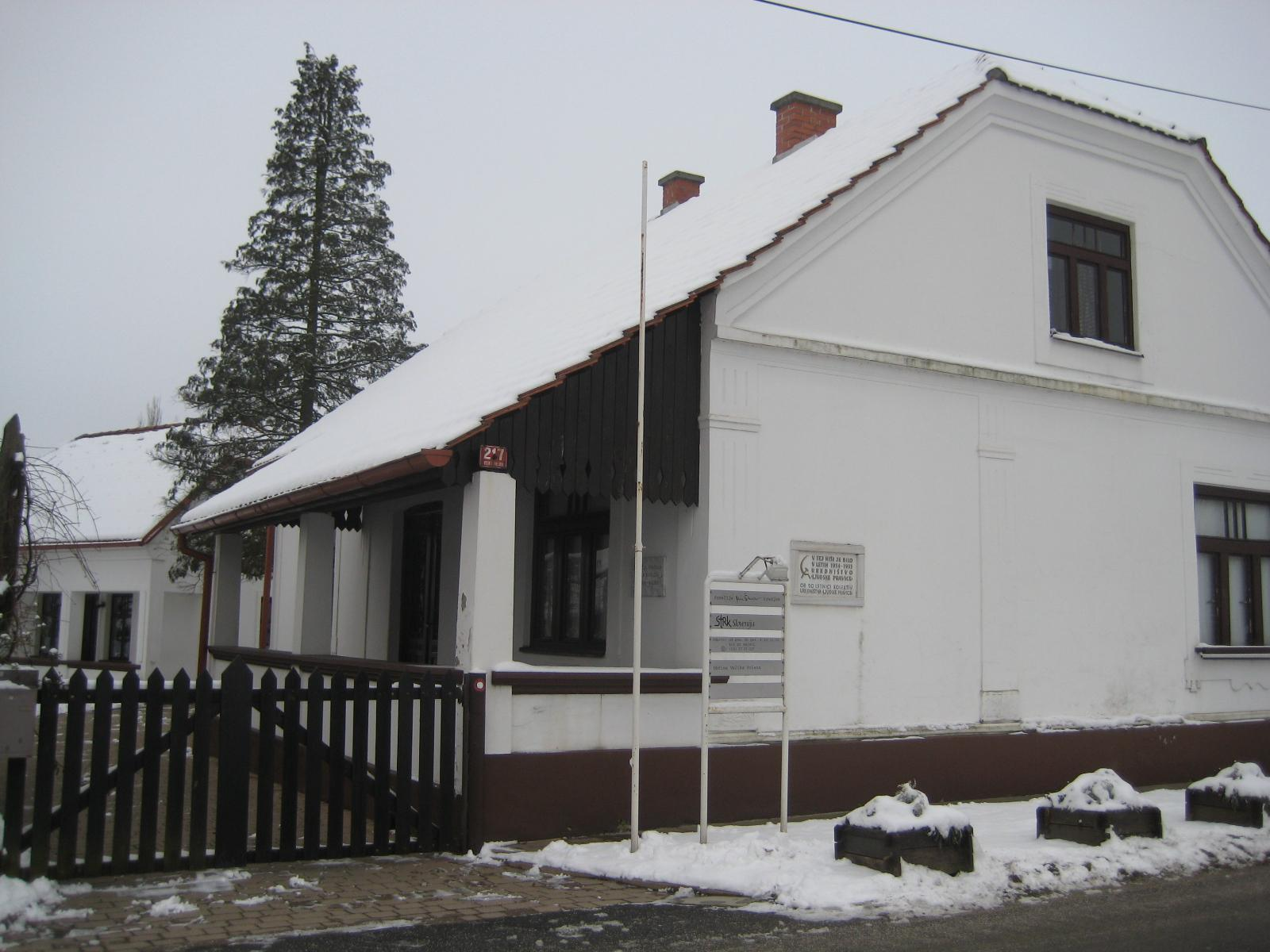
Az író szülőháza Nagypalinán. Ma múzeum.

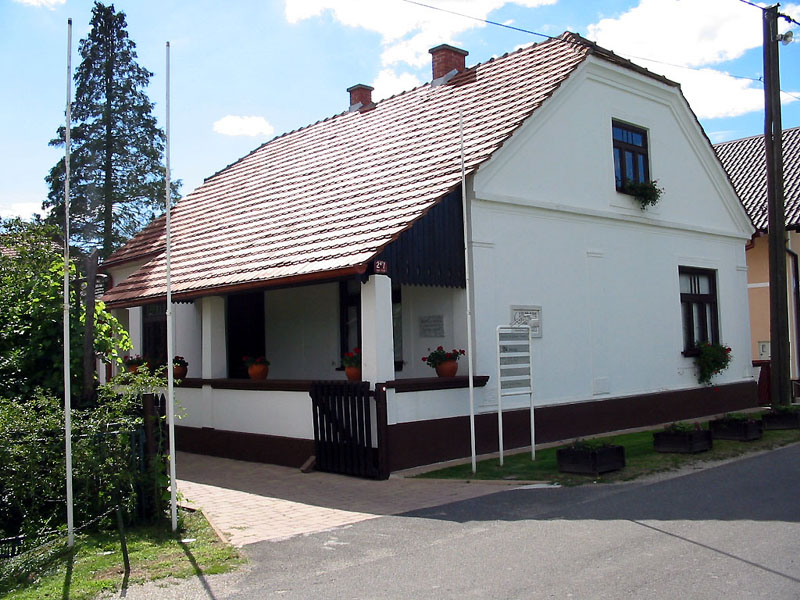
Az író szülőháza Nagypalinán. Ma múzeum.

Kranjec végül is nem végezte el az egyetemet, hazament és felemelte a falusi proletariátusért a szavát. Munkássága legfőképp ebben merült ki. A tájból és az emberekből ihletet merítve itt írta első igazán jelentős regényeit, mint Az élet tengelye (Os življenje), vagy Az út dala (Pesem ceste) és a Mese a jó emberekről (Povest o dobrih ljudeh).
Eleinte szocialista mozgalmakban tevékenykedett és illegalitásban Ljudske pravice (Népi igazság) címen néplapot is szerkesztett, ami 1934 és 1935 között otthoni titkos nyomdákban, egy Alsólendva környékén levő szőlőhegyen található pincében. Azonban az idő múlásával egyre jobban fordult a radikális kommunista eszmék felé, amelyre Klekl gyűlölettel tekintett.

Egy korábbi, 1939-es, erősen szélsőbaloldali hangvételű manifesztuma miatt bíróság elé állították, elítélték és 41 januárjában Szerbiába deportálták. Márciusban viszont németellenes katonai csoportok megdöntötték Belgrádban a német-barát kormányt, ugyan ez még nem volt baloldali irányváltás, de Kranjec októberben hazatért. Ezt az időszakát tarkítják a leginkább különféle hazugságok és gaztettek: évekkel később úgy állította be magát, hogy ő segédkezett a Stájervidéken a német megszállók elleni mozgalmak megszervezésében, illetve ő szervezte meg a muravidéki ellenállást. Az újabb kutatások ezt teljesen hiteltelenítették, kiderült ugyanis, hogy Ferdo Godinának, egy másik muravidéki írónak volt ebben szerepe, aki azonban nem értett mindenben egyet a kommunista párttal. Godina és Kranjec kapcsolata nem volt soha felhőtlen, sőt Kranjec több mint valószínű, hogy egyszerűen meglopta társát. Ebben az időben Naci (Ignác) nevű testvérét, aki részt vett az ő munkájában a nácik Dachauba vitték, ahol meghalt. Kranjec régi barátját, Danijel Halas nagypalinai születésű plébánost ekkor gyilkoltatta meg, mert veszélyes ellenzékit látott benne. A gyilkosságot a pártnál eltussolták és próbáltak a magyarokra terelni a gyanút. Akik Kranjecet védik mindenáron magyar politikai gyilkosságnak próbálják a Halas-gyilkosságot beállítani.

### Kranjec munkássága
1945 után a párt elismerte főleg katonai tevékenységeit, igaz ezt sosem tudta meggyőzően igazolni. Mint hűséges kádernek azonban nem kellett különösebb bizonyítékot felmutatnia. Éppen ezért számos posztra nevezték ki: igazgatója volt a Cankar kiadónak, az Obzornika sedanje és a Ljubljanske dnevnika lapok egyik szerkesztőjeként is közreműködött, s a Prešeren társaság, valamint a Szlovén Művészettudományi Akadémia tagja is volt. A párt propagandájának terjesztésében igencsak jelentős honoráriumokat kapott és a pártállam program-szerűen terjesztette műveit. Ennek következtében különösképp nem is ügyelt művészetére, s nem is volt túlzottan népszerű az olvasók körében, csak a hivatalos irodalom kritika állította be így. Minderre csak a 2000-es években derült csak fény.
Azzal, hogy a kommunizmus nyert, a Muravidéken Kranjec javaslatainak megfelelően eltüntették a sajtóból és a liturgiából a vend nyelvet, hivatkozva arra, hogy az internacionalizmusnak és a nemzeti egységnek megfelelően nincs szükség regionális nyelvekre. Az igazság azonban az, hogy ennek felszámolását nagyban motiválta, hogy Klekl és a többi egyházi értelmiségi gyűlölettel tekintett a kommunizmusra, s munkájukban állandóan hangolták az embereket a kommunisták ellen, ezért szimpla gyűlöletből az ő és a vend nyelv háttérbe szorításával bosszulták meg antikommunista-tevékenységét amit a két világháború között folytatott.
Kranjec koncepciós perek kidolgozásában vett részt 1945 után. Talpnyaló magatartással durva kirohanásokat tett a vádlottak ellen és magasztalta a párt, s a kommunizmus tökéletességét.
Kranjec műveiben szerepel a vend nyelv, de ez jellemző volt más szlovén népi írókra is, hogy nyelvjárási elemeket vettek át a regényeikbe, ezáltal színesítve a szöveget. Kranjec a vend nyelvről inkább lesújtóan beszél a munkáiban, a muravidéki szlovének őshazáját a ljubljanai terület-ben jelöli meg, holott akkor is tényként kezelték, hogy a szlovénség őslakos és nem betelepített ezen a vidéken. Ehhez hasonló állítást csak a magyarosítókat kiszolgáló Mikola Sándor tett Kranjecen kívül.
Kranjec kommunista katolikus-ellenes propagandával próbálta a háború után beszennyezni az egykori muramenti politikai vezetőket. Így Ivanóczy Ferencet alaptalanul és minden körültekintés nélkül magyarosítónak titulálta. Kranjec szerint Kodilából magyarosította a nevét Ivanóczyra, amely valótlanság. A szlovén Kodila, Kodela, Kobila családok már a 18. században használták az Ivanóczy nevet, lakóhelyük Ivanócz (mai nevén Alsószentbenedek) után, amellyel megkülönböztetni akarták magukat a többi nem nemes családtól. Ekkor még nem is létezett a magyarosítás. Ráadásul Ivanóczy épphogy nem magyarosító, hanem magyarosítás-ellenes politikus volt, amely célból létrehozta a Kalendar Srca Jezušovoga kalendáriumot, melyet Kranjec szintén hazugságokkal próbál beszenyezni. Kranjec mocskolódásait Godina és Vilko Novak próbálták a maga korában cáfolni, ám a hivatalos történetírás a szlovén függetlenséget követően is a Kranjec-féle hazugságok mentén járt el.
Kranjec burkoltan támogatta az internálásokat a hírhedt Goli otokra, ahová a koncentrációs táborokból visszatérő zsidókat is deportáltak. Az 50-es években keletkezett Režonja na svojem c. regényében Kranjec némi negatív megjegyzést tesz is a zsidókra.

#### Realista, impresszionista, romantikus vonások

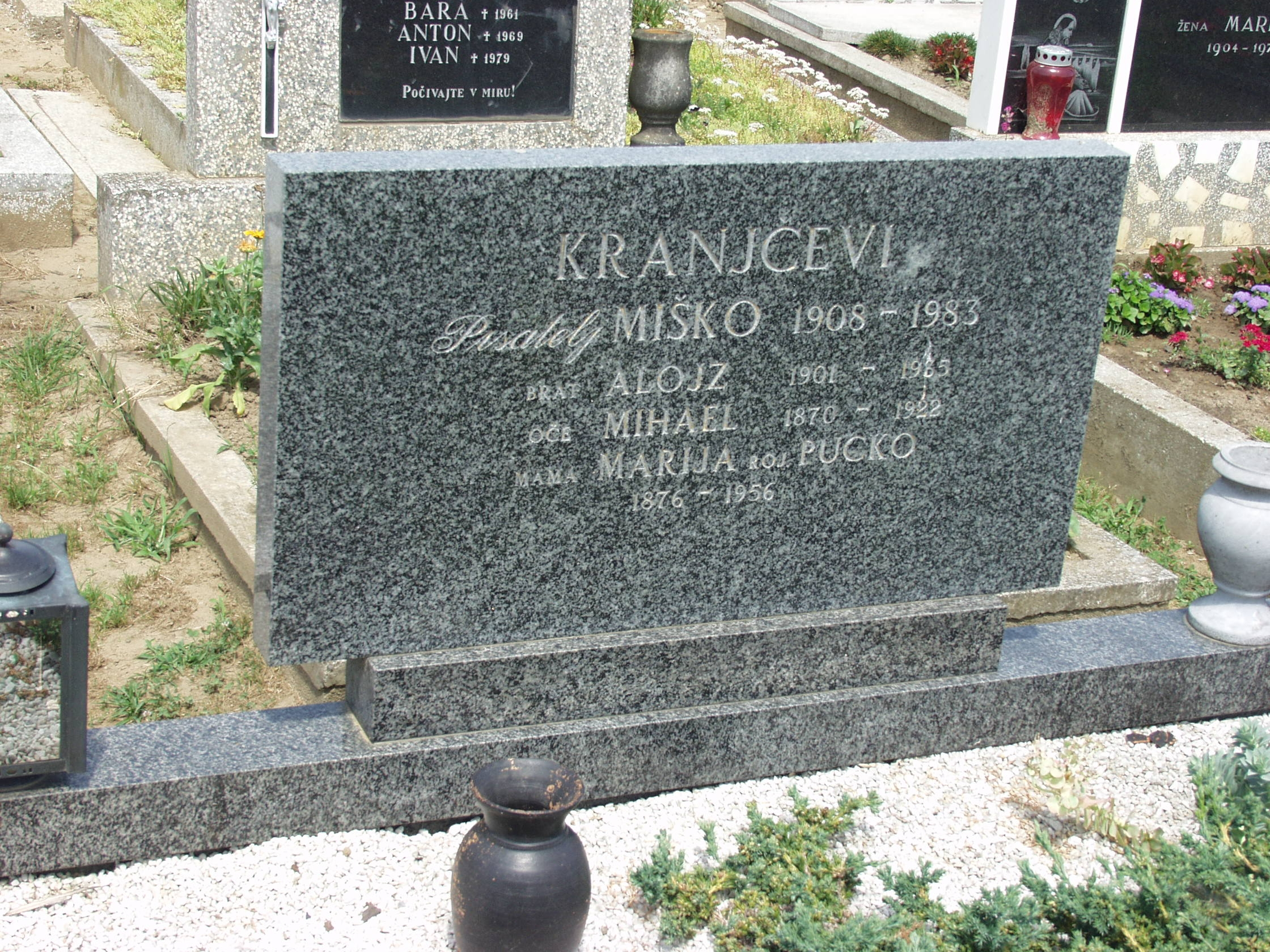
A Kranjec család sírja Nagypalinán.

Kranjec politikai tevékenysége kikezdi irodalmi tehetségét is. Életműve teljesen a Muravidékhez kötődik. Több mint ötven regényt, novellát és karcolatot, továbbá egy drámát is szerzett. A hazai nagy irodalmárok mellett külföldiek, mint Tolsztoj, Csehov, Hamsun, Gorkij és Reymont hatásai is észrevehetők.
Bár vannak értékelhető momentumai, többek között költői és lélektani művessége, tömör, harmonikus elbeszélő művészete, amely némiképp egyedülállónak nevezhető a szlovén irodalomban. Kranjec sosem volt pontos és aprólékos. Evald Flisar visszaemlékezése szerint amikor megkérdezte az írót átnézi-e a műveit mielőtt kiadná őket Kranjec szörnyen dühös lett és kijelentette, hogy az ő művei hibátlanok és tökéletesek.
A múlt témáit ellenfeleivel szemben kifejezetten rosszindulatúan fogalmazza meg, a jelen aktuális problémáival nem törődik, lévén káder volt. A középpontba az emberi kapcsolatok, nagy változások kerülnek, csak ezeket ábrázolja objektíven, vagy épp bagatellizálva. Kiemeli az emberek szorgalmasságát, becsületességét, takarékosságét, tanulni vágyásét, a táj szépségét, és, ami a lényeg, a mély sóvárgását. Mindezt azonban túlidealizálja és mindent a központi szlovénség és a kommunizmus irányába tolja el, mintha minden muravidéki okvetlenül ahhoz lenne hű.
A művek egyik hátránya a íráshibák, valamint a melléjük társuló bonyolult fogalmazás. Jellegzetes romantikus vonások a meseszerűség és az ellentétek kiéleződése. Az orosz irodalomból is átvesz motívumokat, minthogy néhány művében megjelenik a felesleges ember alakja. A természet bemutatása impresszionista jellegű, a cselekmény bonyodalma és kifejlődése jó pár esetben fiktív.
Miško Kranjec 1978 után már visszavonult az irodalmi élettől és a politikából. Ljubljanában hunyt el, miután betegsége miatt oda került kórházba. 1998-ban Nagypalinán helyezték örök nyugalomra, szülei és fiatalon elhunyt testvére Alojz Kranjec (Kárnyecz Alajos) közös sírjába.
Három művéből: a Mese jó emberekről, a Nagybátyáim meséltékből és a Három történetből film is készült Szlovéniában a 60-as, 70-es években.

## Kranjec emléke
Kranjec születésének századik évfordulóján 2008. szeptember 13-án emlékünnepséget tartottak Nagypalinán, melyen jelen volt Danilo Türk köztársasági elnök is, aki egyébként szintén muravidéki gyökerekkel rendelkezik. Az író két fia Matjaž és Miško is jelen voltak, az író második felesége Emma, valamint unokái is.
Dogmai ma is jelen vannak a történetírásban és gyakran nehezítik a tényfeltáró történelem kutatást, az egyes személyek és események tisztázását, sőt alapot jelentenek időszakos magyarellenes megnyilvánulásoknak.

## Díjai
- Prešeren-díj (1959, 1964, 1976)
- Levstik-díjű
- Vörös jugoszláv zászló rendjel
- Népi vörösérdemrend aranycsillag
- Vörös Munka vörös zászló
- Vörös Köztársaság aranykoszorú

## Magyarul
- Az élet tengelye. Regény; ford. Trtko Ferenc; Pomurska založba, Murska Sobota, 1969
- Mese a jó emberekről. Regény; ford. Tóth Ferenc; Európa, Bp., 1975
- A Mura hullámain. Elbeszélések; ford. Gállos Orsolya, Jaksity György, Szilágyi Károly; Európa, Bp., 1978

## Magyar fordítói
- Trtko Ferenc
- Gállos Orsolya
- Tóth Ferenc
- Jaksity György

## Művei
| Első Kiadások dátuma | Címek                                             | Megjegyzések                          |
| -------------------- | ------------------------------------------------- | ------------------------------------- |
| 1932                 | Napszámosok                                       | (regény)                              |
| 1932                 | Élet                                              | (elbeszélés)                          |
| 1932                 | Külváros                                          | (regény)                              |
| 1933                 | Szerencse a faluban                               | (novellák)                            |
| 1934                 | Az út dala                                        | (elbeszélés)                          |
| 1935                 | Az élet tengelye                                  | (regény)                              |
| 1935                 | Három novella                                     | (novellák)                            |
| 1935                 | Satire, Dolnja Lendava                            | ()                                    |
| 1936                 | Az ébredező Zalesje                               | (regény)                              |
| 1937                 | Déli szelek                                       | (elbeszélés)                          |
| 1937                 | Hely a nap alatt                                  | (regény)                              |
| 1938                 | A Kapitan család                                  | (regény)                              |
| 1940                 | A végső határig                                   | (regény)                              |
| 1940                 | Mese a jó emberekről                              | (regény)                              |
| 1945                 | Csendélet és tájak                                | (novella)                             |
| 1946                 | A hegyek dalai                                    | (regény)                              |
| 1947                 | A Szent-János plébánia                            | (regény)                              |
| 1947                 | Ezek apró dolgok                                  | (novella)                             |
| 1947                 | Tavasz                                            | (novellák)                            |
| 1947                 | Magányos sziget                                   | (elbeszélés)                          |
| 1948                 | Pot do zločina                                    | (dráma)                               |
| 1949                 | Iroda                                             | (regény)                              |
| 1950                 | A csillagok alatt                                 | (regény)                              |
| 1953                 | Szerettem őket                                    | (novella)                             |
| 1953                 | Beg s kmetov                                      | (novella)                             |
| 1953                 | Režonija na svojem                                | (elbeszélés)                          |
| 1954                 | Valamit el szeretnék mondani                      | (szatíra és elmélkedés)               |
| 1954                 | Elveszett hit                                     | (regény)                              |
| 1954                 | Négy novella                                      | (novellák)                            |
| 1956                 | Fekete mosoly                                     | (elbeszélés)                          |
| 1956                 | Velünk forog a föld                               | (regény)                              |
| 1957                 | Vörös fenyők a föld felett                        | (elbeszélés)                          |
| 1958                 | A hold Bladovicán lakik                           | (karcolat)                            |
| 1959                 | A kenyér keserű dolog                             | (novellák)                            |
| 1960                 | Fényes láthatárok felé: Nem füstöl többé a kémény | (regény)                              |
| 1962                 | Ifjúság a mocsárban                               | (regény)                              |
| 1962                 | Verebek az udvaron                                | (regény)                              |
| 1963                 | Fényes láthatárok felé: Fehér minden út           | (regény)                              |
| 1964                 | Kinek a gyerekei vagytok?                         | (regény)                              |
| 1964                 | Vörös gárdista (I)                                | (regény)                              |
| 1965                 | Ellopott szerelem                                 | (novellák)                            |
| 1965                 | Vörös gárdista (II)                               | (regény)                              |
| 1967                 | Zlata kočija                                      | (emlékek és történetek)               |
| 1967                 | Vörös gárdista (III)                              | (regény)                              |
| 1967                 | Na cesti prvega reda                              | (elbeszélés)                          |
| 1968                 | Svetlikanje jutra                                 | (regény)                              |
| 1972                 | Lepa Vida Prekmurska                              | (novella)                             |
| 1972                 | Az öreg almafa                                    | (elbeszélés)                          |
| 1974                 | Nagybátyáim mesélték                              | (visszaemlékezések regény formájában) |
| 1974                 | Anketni listi malega človeka                      | (novella)                             |
| 1978                 | Čarni nasmeh – Pot med blažene                    | (elbeszélés)                          |
| 1978                 | Apa és fia                                        | (regény)                              |